# 鉄人をひろったよ
- 藤子不二雄（読切） > 藤子・F・不二雄（著作） > SF短編 > 一覧 > 鉄人をひろったよ

「鉄人をひろったよ」は、1983年7月に藤子不二雄名義で発表された読み切りSF漫画作品。藤本弘（のちの藤子・F・不二雄）による単独執筆作。
以下では漫画作品について述べる（ドラマは「#ドラマ」の項内のみで述べる）。

## 概要
平凡な老齢男性が、日常生活には不必要な巨大ロボットを手に入れたことによるギャップを描いた作品。作中では、巨大ロボットを「おもちゃ」と呼び、犬やネコを拾ったことと同列に扱う場面が描かれている。

## 雑誌版
『ビッグコミック』1983年（昭和58年）7月25日号に掲載された。全18頁。当時、藤本のチーフアシスタントを務めていたたかや健二はマクロスのプラモデルが多数登場する漫画『プラコン大作』（本作発表の前年の12月に連載開始）の作者でガンプラ愛好家である。

## 単行本版
1987年（昭和62年）、小学館ゴールデンコミックス『異色短編集6 鉄人をひろったよ』（5月20日初版発行）に収録されるまでの間に多数の加筆修正が行われ、全25頁の短編となった（たかやのチーフ就任期間は1986年9月頃まで）。

### 雑誌版との相違点
夏から落葉のある季節に変更（登場人物の服装を長袖に描き換え）、飛来してそびえ立つ鉄人を見上げる「なんだこれは。」のコマを全描き換え、隣家の落ち葉を掃く場面を追加、隣家の木を2本引き抜く描写を追加、隣家からの苦情電話場面を追加、結末前に鉄人に語りかける場面を追加等の相違点がある。

## あらすじ
※単行本版をもとに記す。
ある晩。主人公の老齢の男性が川沿いの土手を自家用車で走っていたところ、道に倒れていた男を見つける。男は大けがをしており、主人公にアンテナの付いた機器を渡し「旧帝国陸軍が極秘裏に開発した……黒部の深山……ねらって……CIA……KGB……モサド……」等と途切れ途切れに言葉を発するが、主人公が電話を探しに行っている間にその姿は消えてしまう。困った主人公が何気なく機器のボタンを押すと、どこからともなく巨大なロボット（以下鉄人）が飛来。贅沢なおもちゃだと思った主人公はそのまま自家用車を運転して帰宅するが、鉄人は主人公を追って家までやってきた。

## 登場人物
老齢の男
本作の主人公。背広を着用し、自家用車で出勤している（残業後に帰宅したとの台詞が作中にある）。道に倒れていた男が大けがをしていると知った際や、自分自身や近所に危険や迷惑が及ぶ事柄には大きなリアクションをとるが、鉄人が飛来した際などの非現実的な事柄については淡々と受け入れている。鉄人のことは犬を拾った程度と同等に考え、警察に届け出るなどといった積極的行動も取らない。嫌味で口うるさい隣人が悩み。
主人公の妻
鉄人の扱いをどうするかを夫と相談する。
鉄人
巨大なロボット。リモコンの音声命令に反応して動く。
『鉄人28号』がモデルのひとつとなっていると考えられる。倒れていた男は「黒部の深山」という言葉を発するが、「鉄人28号」は「乗鞍岳秘密研究所」で作られたという設定である。
倒れていた男
主人公が夜の土手で出会った正体不明の男。主人公にリモコンを渡して姿を消してしまう。
九条
主人公宅の隣に住む口うるさい隣人。自宅の庭に落葉樹を植えている。何かと難癖をつけるタイプ。電話越しの台詞のみで、姿は登場しない。
雄一郎
主人公夫婦の孫。会話の中にのみ登場。

## 単行本
「#単行本版」で記したもの以外にも多数の単行本に収録されている。詳細は「藤子・F・不二雄のSF短編一覧」を参照。

## ドラマ
2024年4月7日に藤子・F・不二雄 SF短編ドラマ シーズン2の1本として実写ドラマが放送された。

### 原作漫画との相違点
主人公が携帯電話を持っている、乗用車でなく徒歩で土手を歩いている、「旧帝国陸軍」「CIA」等の組織名を一切喋らず男が息絶える、倒れていた男を回収する3人の男が描かれている、隣の落葉樹を抜く本数は1本だけ（原作漫画の単行本版では2本）、ビルの間を長時間低空飛行し雲上の飛行を楽しむ場面が描かれている等の点が原作漫画とは異なる。